# Valea Stanciului
Valea Stanciului è un comune della Romania di 5942 abitanti, ubicato nel distretto di Dolj, nella regione storica dell'Oltenia.
Il comune è formato dall'unione di 2 villaggi: Horezu-Poenari e Valea Stanciului. È un villaggio principalmente basato sull’agricoltura. Le nuove generazioni sono per la maggior parte emigrate all’estero, principalmente in Europa (Italia).